# Nycteola columbana
Nycteola columbana is een nachtvlinder uit de familie van de visstaartjes (Nolidae). 
De wetenschappelijke naam van de soort is voor het eerst geldig gepubliceerd door Turner in 1925.
De soort komt voor in Europa.